# Montrouge (acteur)
Pour les articles homonymes, voir Montrouge et Montrouge (homonymie).
Montrouge (né Louis Émile Hesnard le 15 mars 1826 à Paris et mort le 22 décembre 1903 à Argenteuil) est un acteur et directeur de théâtre français.

## Biographie
Après avoir fait des études d’architecture à l'École des beaux-arts de Paris, Montrouge joue d’abord en banlieue parisienne dans une représentation privée : l’Ouvrier de Paris. Un an plus tard, il entre au théâtre Montparnasse avant de retourner à ses activités d’architecte.
C’est en 1855 que commence réellement sa carrière artistique avec son entrée au théâtre des Batignolles où il aura également des fonctions managériale et au théâtre Montmartre avec le Roman chez la portière, le Caporal et la Payse, etc. Il passe ensuite aux Délassements-Comiques, où il invente le personnage du « compère de revues » qui le rend célèbre. Après une tournée en Italie, il entre aux Folies-Dramatiques, puis aux Variétés, à la Porte-Saint-Martin. Il se produit ensuite à Bruxelles où le naturel de son jeu comique est très applaudi.
En 1864, il succède à Eugène Moniot comme directeur des Folies-Marigny où il engage l’actrice Marguerite Macé qui contribue grandement à son succès. L’ayant épousée le 18 avril 1865 à Paris 17e, tous deux quittent, lorsque Montaubry en prend la direction, les Folies-Marigny en 1869 avec pour lui un bénéfice de 500 000 francs, après y avoir créé, entre autres, les Ondines au champagne de Lecocq, le 3 septembre 1866.
En 1868, il crée les « Folies Trévise », qui deviendront les Folies Bergère.
Il passe aux Bouffes-Parisiens, où il crée le rôle du Grand Khan dans Boule-de-Neige d’Offenbach le 13 décembre 1871 et le rôle de Capoulade dans le Testament de Monsieur Crac de Lecocq le 23 octobre 1871. Entré au Palais-Royal, il devient co-directeur du Châtelet en 1873. En 1874, il se rend avec sa femme au Caire où, pendant trois saisons, celle-ci joue l’opérette et le vaudeville. En 1876, il prend la direction de l’Athénée-Comique où sa femme l’assiste avec esprit et bonne humeur. Il y crée Bric-à-brac de Savard et Montréal le 13 février 1880, le Cabinet Piperlin le 5 avril 1878 (Hippolyte Raymond et Burani), Lequel ?, etc. Il a également créé l’opérette le Droit du seigneur de Léon Vasseur aux Fantaisies-Parisiennes : le 13 décembre 1878. Ensuite, il passe aux Folies-Dramatiques, où il  crée François les bas-bleus (Pontcornet) de Bernicat et Messager le 8 novembre 1883 ; Naufrage de M. Godet (Godet) en 1885 ; compère dans la revue Les Potins de Paris aux Variétés ; Commissaire Trousselet dans Fiacre 117 en 1886 ; Doyenné in Coup de foudre (1887) ; Surcouf de Planquette le 6 octobre 1887 ; etc., puis crée diverses pièces à la Gaîté, à la Renaissance, aux Bouffes-Parisiens : Mam’zelle Crénom de Léon Vasseur le 19 janvier 1888, le Valet de cœur de Raoul Pugno le 19 avril 1888, Oscarine (Pavillon) de Victor Roger le 15 octobre 1888, le Mari de la reine (Patouillard) d’André Messager le 18 décembre 1889 et plusieurs reprises, dont celle du Baron dans le Droit du seigneur, Laurent XVII dans la Mascotte, et Alfred Pharaon dans Joséphine vendue par ses sœurs en 1889, Miss Helyett (Smithson) d’Edmond Audran le 12 novembre 1890 et divers théâtres. Finalement, il passe en 1892 aux Menus-Plaisirs où il crée Tararaboum-revue le 30 décembre 1892.
Il quitte le théâtre peu après. En 1895, il était officier d’Académie.

## Décorations françaises
- Officier de l'Instruction publique

## Sources
- Pierre Larousse, Grand Dictionnaire universel du XIXe siècle, 1er supplément, 1878.
- Georges Moreau, Revue universelle : recueil documentaire universel et illustré, vol. 13, Paris, Larousse, 1903, p. 81.
- Le Figaro, Paris, 24 décembre 1903, no 358.